# المستقبل المجهول (فلم)
المستقبل المجهول فيلم مصري تم إنتاجه عام 1948، من تأليف أحمد سالم ويوسف جوهر وإخراج أحمد سالم وبطولة أحمد سالم ومديحة يسري ونور الهدى.

## قصة الفيلم
الأسكندرية عام 1941 وفي خضم غارات الألمان على المدينة أثناء الحرب العالمية الثانية، كان الدكتور أحمد علوي (أحمد سالم) يرهق نفسه مابين المستشفى وعيادته الخاصة، التي تعاونه فيها الممرضة سميرة (نور الهدى)، والتي كانت تخلص للدكتور أحمد، بسبب حبها الصامت له، وقد كان يبدى لها ملاحظاته وإعجابه بتسريحة شعرها، ويطالبها بخلع نظارتها الطبية، لتظهر جمال عينيها، مما جعلها تظن أنه يبادلها الشعور، فعاشت لحظات جميلة في الوهم، حتى ظهرت في حياة الدكتور المريضة نادية (مديحة يسرى)، والتي جاءت للعيادة في حالة إعياء شديد، وأجرى لها الدكتور عملية غسيل معده، ليكتشف محاولتها الانتحار بالأسبرين، ولكنها أنكرت المحاولة، واكتشف الدكتور أن نادية، تسكن في حجرة فوق سطوح المنزل الذي به العيادة، وأنها تعمل في محل الصايغ شفتشى (شرفنطح)، وتقابل معها عدة مرات، واستراح لها، وعلم انها فقدت كل أهلها في الغارات، وتشاءمت وظنت نفسها نحس، وأخبره الدكتور فوزي (أحمد علام) الأخصائي النفسي، انها حالة شيزوفرنيا، وأنها من الممكن أن تقدم على الانتحار مرة أخرى، ونصحه أن يتزوجها ليتمكن من علاجها، وتزوجها، لتكون صدمة قاسية لسميرة، تحملتها مكرهة، وكانت نادية تغار على زوجها من زبائن العيادة، وتلاحقه دائما في عمله، ولكنه كان دائما يهدئ من روعها، حتى حملت وخافت من حملها بسبب أختها التي ماتت أثناء الوضع، وطلب الدكتور علوي من ممرضته سميره، أن ترافق زوجته بالمنزل أثناء غيابه في المستشفى، فلم تمانع سميرة، وخدمتها بكل إخلاص وتحملتها، من أجل عيون الدكتور، وفي يوم كان أحمد علوي مشغولا في حجرة العمليات بالمستشفى، بسبب غزارة الغارات في ذلك اليوم، ووقعت غارة فوق منزل الدكتور، لتسرع سميرة مصطحبة نادية معها إلى المخبأ، ولكن نادية أصيبت في وجهها، وفقدت الذاكرة وفاجئها المخاض بداخل المخبأ، وأشرفت سميرة على عملية الوضع، وإنشغلت بالمولود، بينما تم نقل نادية للمستشفى، ولم يشاهدها الدكتور علوي، وبما أن جرحها بسيط، فقد تم عمل الإسعافات له، ولم تحجز لكثافة عدد المصابين، ولم يستدل المستشفى على اسمها أو عنوانها، ولكن شفتشى كان متطوعا للعمل أثناء الغارات، ومتواجدا بالمستشفى، وتعرف على نادية، ولأنه لا يعلم انها تزوجت من الدكتور أحمد علوي، فقد أخذها إلى منزله حتى تشفى من جرحها، ومن حالة الذهول التي أصابتها، وبعد شفاء جرحها، أخذها إلى المحل لتعمل فيه مرة أخرى، لعلها تتذكر ماضيها، بينما اضطرت سميرة للبقاء بمنزل الدكتور أحمد، لتكون بجوار المولود الذي أطلق عليه اسم نبيل، وبذل أحمد كل الجهود لمعرفة مصير زوجته نادية دون جدوى، ومرت 3 أعوام ولم يشعر أحمد بحب سميرة له، حتى قادته الصدفة، للاتطلاع على الخواطر التي تدونها سميرة، فعرف مكنون قلبها، ولكنه لم يشعر أنه يبادلها الحب، وعرض الأمر على صديقه الدكتور فوزي، الذي أخبره انه بعد كل هذه السنوات لابد انه يحبها، على الأقل بسبب العشرة، كما أنها هي التي ربت له إبنه نبيل، وإقترح عليه أن يتزوجها، فلم يكذب خبرا، وعرض الأمر على سميرة، التي نالت اخيراً حلم حياتها، بعد طول انتظار، وتحدد يوم كتب الكتاب، وذهبت سميرة مع السائق إلى الكوافير، ولكن السائق عرج على محل الصائغ شفتشى لإحضار الدبل، ونزلت معه سميرة، لتجد نادية أمامها فاقدة للذاكرة، فأخذتها من يدها، وذهبت بها للمنزل، وإعتذرت للمأذون والمدعوين، واكتشف أحمد فقدان نادية للذاكرة، وحالة الذهول التي كانت عليها، وفقد الأمل في شفاءها، فرفض نصيحة الدكتور فوزي بالزواج من سميرة، مفضلا التضحية، ووافقته سميرة وقبلت هي الأخرى ان تضحي، واستمرت في المنزل ترعى نادية وابنها نبيل، وبذلوا كل الجهود لتستعيد نادية ذاكرتها، حتى كان يوما خرجت فيه نادية للشارع وراء كرة ابنها، فصدمتها سيارة جرحت وجهها ونزفت دمائها وإستعادت ذاكرتها، وإحتاجت لنقل دم، فتبرعت لها سميرة بدمائها، وقبل ان تخبر الجميع باستعادتها لذاكرتها، سمعت الدكتور فوزي يتحدث مع زوجها، عن مستقبلها المجهول، وأنها لن تشفى أبدا، وطلب منه ان يتزوج من سميرة، ووافقه أحمد، وبالإضافة إلى كون ابنها نبيل يخاف من وجهها المشوه، ويدعو سميرة بكلمة ماما، فهى التي ربته، كل ذلك جعل شيطانها يصور لها التخلص من سميرة، فوضعت لها السم في الشراب، والذي كاد ابنها نبيل أن يتناوله، فمنعته وشربت هي السم لتضع حدا لمآسيها، وخلا الجو لسميرة وأحمد ليتزوجا وبينهما ابن نادية الصغير نبيل.

## فريق العمل
إخراج وتأليف وإنتاج: أحمد سالم
طاقم العمل:
- أحمد سالم
- مديحة يسري
- نور الهدى
- أحمد علام
- محمد كمال المصري
- سعيد أبو بكر
- وداد حمدي
- محمد كامل

## روابط خارجية
- المستقبل المجهول على موقع IMDb (الإنجليزية)
- المستقبل المجهول على موقع قاعدة بيانات الأفلام العربية